# Kevin's Noodle House
Kevin's Noodle House är ett album av Buckethead och Brain, som släpptes på Skivbolaget TDRS Music i oktober 2007.
Albumet gjordes tillgängligt tillsammans med två andra album av Buckethead, Decoding the Tomb of Bansheebot och Cyborg Slunks

## Låtlista
| Nr           | Titel                  | Längd |
| ------------ | ---------------------- | ----- |
| 1.           | Used Banana Box        | 4:43  |
| 2.           | Leg Warmer             | 3:04  |
| 3.           | BH Lounge              | 5:12  |
| 4.           | Thin Crust             | 4:27  |
| 5.           | Who Flung Dung         | 3:00  |
| 6.           | Quad Compressor = Pete | 4:43  |
| 7.           | Barnard 72             | 4:50  |
| 8.           | Dogen's Quest          | 8:36  |
| 9.           | First Steps            | 4:04  |
| Total längd: | Total längd:           | 42:32 |

## Lista på medverkande
- Bryan Mantia: Akai MPC 3000
- Buckethead: musical saw
- psticks: konst